# CB1-receptor
En CB1-receptor är en cannabinoidreceptor av typen G-proteinkopplad receptor och ingår i det endocannabinoida systemet. CB1-receptorer finns i nervsystemet, men även bland annat i levern, fettvävnaden och huden. CB1-receptorer aktiveras av endocannabinoider som anandamid och 2-arakidonylglycerol samt cannabinoider som THC som finns i cannabis.